# Castiglione Cosentino
Castiglione Cosentino ist eine Gemeinde in der Provinz Cosenza in der italienischen Region Kalabrien mit 2688 Einwohnern (Stand 31. Dezember 2023).
Castiglione Cosentino liegt 14 km nördlich von Cosenza.
Die Nachbargemeinden sind: Rende, Rose und San Pietro in Guarano.
Castiglione Cosentino liegt an der Bahnstrecke Sibari–Cosenza. 1915 wurde die Zahnradbahn Paola–Castiglione Cosentino eröffnet, die 1987 durch eine Neubaustrecke mit dem Santomarco-Basistunnel ersetzt wurde.